# Alta Car and Engineering Company
Alta Car and Engineering Company, tudi Alta, je nekdanje britansko moštvo Formule 1, ki je v prvenstvu sodelovalo med sezonama 1950 in 1952. Moštvo je nastopilo na petih dirkah in ni osvojilo prvenstvenih točk.

## Popoln pregled rezultatov
(legenda)
| Leto | Moštvo       | Šasija  | Motor    | Dirkač           | 1   | 2   | 3   | 4   | 5   | 6   | 7   | 8   |
| ---- | ------------ | ------- | -------- | ---------------- | --- | --- | --- | --- | --- | --- | --- | --- |
| 1950 | Privatnik    | Alta GP | Alta L4s |                  | VB  | MON | 500 | ŠVI | BEL | FRA | ITA |     |
| 1950 | Privatnik    | Alta GP | Alta L4s | Geoff Crossley   | NC  |     |     |     | 9   |     |     |     |
| 1950 | Privatnik    | Alta GP | Alta L4s | Joe Kelly        | NC  |     |     |     |     |     |     |     |
| 1951 | Privatnik    | Alta GP | Alta L4s |                  | ŠVI | 500 | BEL | FRA | VB  | NEM | ITA | ŠPA |
| 1951 | Privatnik    | Alta GP | Alta L4s | Joe Kelly        |     |     |     |     | NC  |     |     |     |
| 1952 | P. Whitehead | Alta F2 | Alta L4  |                  | ŠVI | 500 | BEL | FRA | VB  | NEM | NIZ | ITA |
| 1952 | P. Whitehead | Alta F2 | Alta L4  | Peter Whitehead  |     |     |     | Ret |     |     |     |     |
| 1952 | P. Whitehead | Alta F2 | Alta L4  | Graham Whitehead |     |     |     |     | 12  |     |     |     |